# Hello Neighbor
Hello Neighbor è un videogioco stealth survival horror del 2017, sviluppato da Dynamic Pixels e pubblicato da tinyBuild Games per Microsoft Windows, Steam, Epic Games, PS4, PS5, Nintendo Switch, macOS e Xbox One. Il gioco è stato distribuito l'8 dicembre 2017 su Microsoft Windows, macOS e Xbox One ed è disponibile, oltre nei negozi, anche su Steam.
Originariamente il gioco era stato pubblicato sotto forma di alpha build, dopo essere stato approvato e lanciato dalla campagna Kickstarter per finanziarlo. In seguito entrò anche nel catalogo di Steam Greenlight con accesso anticipato.
L'obiettivo del gioco è riuscire a entrare nel seminterrato della casa del vicino per scoprire un segreto che si cela dietro i suoi atteggiamenti. L'IA del gioco modifica il comportamento del vicino in base alle azioni passate del giocatore, per esempio quando mette delle trappole lungo i percorsi dove il giocatore passa maggiormente a seguito di un tentativo fallito precedentemente.

## Sviluppo
A partire dal suo annuncio ufficiale nel Settembre del 2016, Hello Neighbor ha attraversato una lunga fase di sviluppo, caratterizzata dal rilascio periodico di "alpha build" numerate.
Ognuna delle alpha build introdusse meccaniche, ambientazioni e finali diversi l'uno dall'altro, allo scopo di testare l'esperienza e svelare pezzo per pezzo l'oscura trama legata al videogioco.
Le varie alpha build del gioco sono state: Hello Neighbor Pre-Alpha, Hello Neighbor Alpha 1, Hello Neighbor Alpha 2, Hello Neighbor Alpha 3 ed Hello Neighbor Alpha 4.
Il gioco entrò poi in fase di beta nell'Estate del 2017, a pochi mesi dalla data d'uscita originariamente pianificata, il 29 Agosto 2017, data che venne poi posticipata all'8 Dicembre per motivi tecnici legati allo sviluppo del motore grafico.
Le varie beta build del gioco sono state: Hello Neighbor Beta 1, Hello Neighbor Beta 2 (anche se in pochi la conoscono Hello Neighbor Beta 2 è esistita per poco tempo, perché fu subito sostituita dalla terza beta build) ed Hello Neighbor Beta 3.
Nonostante gran parte degli oggetti e delle meccaniche delle versioni di prova siano state scartate nella versione finale, alcune di esse sono state successivamente riutilizzate per alcune sequenze narrative (ad esempio la meccanica dello squalo presente nell'Atto 2).

## Trama
L'intera trama ha luogo nel fittizio sobborgo statunitense di Raven Brooks, in Missouri.
Theodore Masters Peterson, l'antagonista nel gioco, ha sofferto due gravi lutti a seguito della perdita della moglie, morta in un incidente d'auto, e della figlia (come mostrato nello spin-off Hello Neighbor: Hide and Seek) e ormai percosso da atteggiamenti che rendevano di lui un uomo disperato, decide di rinchiudere in cantina il figlio Aaron contro la sua volontà, per proteggere quanto rimane della sua famiglia. Non esita ad usare metodi violenti per impedire a chiunque di scoprire il suo segreto.
In Hello Neighbor 2 si scopre che Theodore è riuscito a sfuggire alla polizia assieme al figlio, rifugiandosi nel museo di Raven Brooks.

### Atto 1
Il giocatore impersona i panni di Nicky da bambino. Mentre sta giocando con la palla, questa si allontana da lui e va davanti alla sua casa. Mentre sta prendendo la palla sente dei rumori arrivare dalla casa di fronte e, incuriosito, si avvicina alla finestra e trova il vicino uscire velocemente da una porta posta nel salotto e la chiude a chiave. Il vicino si arrabbia e prende il giocatore. Il giocatore dovrà in qualche modo trovare la chiave che apre quella porta che sembra celare un terribile segreto. Dopo aver trovato la chiave nel piano superiore entra finalmente nel seminterrato e tramite una finta lavatrice che funge da porta si reca in una grande stanza buia. Il giocatore dovrà trovare il modo per riuscire a sbloccare una porta posta a fianco di un cancello elettrico, in modo tale da poter staccare la corrente e continuare la sua avventura in un'altra stanza con un recinto elettrico. Superato il recinto troverà una porta da cui, dopo una cutscene, sbuca il vicino che lo rincorre fino ad arrivare a un'altra porta chiusa con tre lucchetti.

### Atto 2
Il giocatore tutto sporco di sangue e senza una scarpa, sotto shock, si risveglia in una stanza bloccata dall'esterno. Dopo che una strana sagoma di cartone gli sblocca la porta, il giocatore riesce a uscire e trova una grata che lo condurrà fuori dalla casa del vicino. La casa è cambiata diventando molto più grande di quella vista nell'Atto 1 e circondata da alte recinzioni. Il giocatore non può più tornare nella sua casa e dovrà riuscire a scampare dal vicino per tutto il corso dell'Atto 2. Questa volta il giocatore ha molte più scelte che lo porteranno, se seguite correttamente, fuori dalla casa del vicino. La prima è riuscire ad aprire tutte le valvole dell'acqua che sono collegate a una strana macchina che potrà aprire una porta gigante, vicino alla quale si trova una molla che farà rimbalzare il protagonista fuori dall'abitazione. Oppure trovare un piede di porco per rimuovere delle travi di legno o anche trovare una chiave rossa che aprirà il lucchetto della porta principale. Comunque il giocatore, riuscendo a scappare, tornerà a casa sua e racconterà l'accaduto ai genitori, che chiameranno la polizia, facendo arrestare il vicino.

### Atto 3
Anni dopo, il giocatore, ormai adulto, si sveglia nel suo appartamento e a causa di una richiesta di sfratto deve lasciarlo.
Il giocatore si ritrova davanti alla casa del vicino ormai distrutta con qualche trave mancante, il giocatore incuriosito tra le travi della casa vede un'ombra. Il personaggio pieno di pensieri negativi si addormenta e sogna di trovare un'enorme casa del vicino composta da strane stanze e dopo una serie di enigmi, arrivati alla cantina molto più vecchia, diroccata e inquietante, e alla porta di uscita, comparirà il vicino che bisognerà spingere. Una volta spinto, verrà chiuso fuori dal giocatore. Arrivati alla porta del recinto, aprendola si troverà un cartonato di un bambino. Poi bisognerà sconfiggere il vicino gigante e se si arriverà alla casa sulla sua schiena si potrà arrivare all'atto finale.

### Atto finale
Dopo esser entrati sulla casa sopra il vicino si potrà accedere a un'altra casa dove il giocatore si troverà insieme a sé stesso da piccolo e dovrà proteggerlo dall'Ombra Gigante (la stessa ombra vista tra le travi della casa del vicino) che cercherà di ucciderli.
Dopo averla uccisa si potrà vedere la stessa casa che portava il vicino sulla sua schiena dove si può assistere a una scena dove il vicino è triste e dall'altra parte della porta l'ombra che bussa volendo uscire dalla cantina; da qui capiamo che l'ombra rappresenta per Theodore l'insieme del lutto e del rimorso per aver rinchiuso suo figlio in cantina; e infine oltrepassata la porta exit si potrà vedere una cutscene dove noi portiamo diversi pacchi in casa. 

## Personaggi
- Il vicino (Theodore Masters Peterson): è l'antagonista del giocatore, che cercherà in tutti i modi di fermare posizionando nei punti in cui passa telecamere o tagliole. Il lutto per la moglie e la figlia lo hanno reso un uomo solitario, paranoico ed eccentrico, specialmente verso i bambini (come è possibile riscontrare in altre opere legate al franchise). Dopo l'atto 2 riesce a fuggire portando il figlio via con sé e nascondendosi nel museo di Raven Brooks, diventando un ricercato dalla polizia, come mostrato nel sequel del gioco Hello Neighbor 2 dove fa "amicizia" con il Sindaco, la Panettiera, il Survivalista e il Poliziotto.
- Il protagonista (Nicky, Nicholas Roth): Nell'atto 1 e 2 è un bambino, nel 3 e nel finale è un adulto controllato dal giocatore, che dovrà girare nella casa del Vicino per trovare oggetti utili per risolvere enigmi e per aprire la porta della cantina, sbloccare poteri (invisibilità, doppio salto e attacco) e scoprire stanze segrete facendo attenzione alle telecamere, alle trappole, al vicino e a varie minacce ambientali, come squali robotici programmati dal vicino per ostacolare il giocatore in una certa zona della casa (Questo nell'Atto 2).
- Ombra (The Thing): un'ombra nera mutaforma che tormenterà nell'atto 3 e nel finale il vicino e il protagonista. Alla fine diverrà gigante ma verrà sconfitta dal protagonista rimanendo bloccata per sempre con il vicino. Sembra essere la personificazione del trauma subito da Nick dopo esser stato rapito dal vicino fra gli Atti 1 e 2 o, nel caso del vicino, del lutto e del rimorso per le proprie azioni.
- Il figlio (Aaron Peterson): È il figlio di Theodore, nell'atto 1 viene rinchiuso nel seminterrato del padre, nel quale resterà per svariato tempo. In Hello Neighbor 2 verrà rivelato che Aaron è ancora prigioniero di Theodore. Nel sequel verrà portato nella soffitta del Museo.
- La famiglia di Theodore: All'interno della casa è possibile ritrovare una vecchia foto di famiglia che ritrae il figlio Aaron e Theodore insieme alla moglie (il cui vero nome è Diane) e la figlia (chiamata Mya). Diane morì in un tragico incidente stradale, seguita poi dalla figlia, rimasta vittima di un incidente domestico (sul tetto con Aaron). La morte della famiglia cambierà la psiche di Theodore per sempre.

## Modalità di gioco
Il gioco consiste nel riuscire a entrare nella casa di Theodore, il vicino di casa, senza essere sorpresi, con lo scopo principale di recuperare una serie di oggetti ben precisi (come chiavi, martelli, piedi di porco o tessere) necessari per aprire la porta della cantina di Theodore, nella quale sembrano celarsi terribili segreti (a eccezione dell'atto 2, nel quale lo scopo è semplicemente riuscire a fuggire tramite una delle uscite della casa).
Durante la sua impresa, il giocatore dovrà completare numerosi enigmi o minigame, ottenendo oggetti o talvolta nuovi "poteri" (come il doppio salto o la capacità di liberarsi dalla presa del nemico), avendo a propria disposizione un inventario per facilitare il trasporto degli oggetti ritrovati e, per quanto riguarda l'atto 1 e l'atto 3, una casa personale dall'altro lato della strada, dove il personaggio non può essere raggiunto dal vicino.
Il vicino tiene conto di ogni mossa del protagonista ed è in grado di posizionare trappole nei punti dove il giocatore passa frequentemente in caso sia stato sorpreso numerose volte.
Talvolta, venendo presi, si avrà accesso a particolari cutscene che svelano pezzi della trama del gioco.
Durante l'esplorazione della casa di Theodore, inoltre, il giocatore dispone di metodi e nascondigli utili per non venir individuato dall'antagonista (ad esempio armadi e letti), e può ad esempio lanciargli oggetti per rallentarlo.
Venir presi non costituisce un game over, ma può rallentare estremamente il giocatore costringendolo a ripartire dalla propria abitazione dall'altro lato della strada.

## Accoglienza
Al suo rilascio, Hello Neighbor ha ricevuto recensioni miste, ma è per via di alcuni Youtuber e Streamer che ha ricevuto maggior successo.
È stato elogiato per la trama, per i suoi segreti e per la sua aura di mistero, ricevendo però anche numerose critiche dovute ai numerosi bug, ma anche al gameplay ricco di enigmi insensati e poco chiari e eccessivo parkour che rovina l'esperienza di gioco.
Diversi critici hanno definito il gioco incompleto e non perfezionato, apprezzando comunque l'idea iniziale e la trama dal grande potenziale pensati dagli sviluppatori, criticando tuttavia il passaggio ad una grafica colorata e vivace e la scelta di personaggi e oggetti sproporzionati ed esagerati, che fanno perdere al gioco l'atmosfera stealth survival horror desiderata. I giocatori, mostrando la propria delusione per la versione finale del gioco in recensioni o video Youtube, talvolta consigliano ironicamente di giocare le prime alpha build del gioco, le più coerenti con l'idea iniziale e l'atmosfera stealth horror, seppur con qualche bug. 
Nonostante ciò, nulla ha impedito a Hello Neighbor di ottenere una vasta e solida fanbase, con l'episodio pilota della serie ispirata al videogioco, pubblicata sul canale YouTube degli sviluppatori, che ha raggiunto le 22 milioni di visualizzazioni.

## Altri media
Il gioco ha ricevuto un sequel, chiamato Hello Guest, in cui il giocatore impersona il guardiano notturno del parco abbandonato Golden Apple, il cui compito è di scacciare i vandali che vogliono danneggiare le attrazioni. Un essere incappucciato con un becco di corvo, chiamato il Guest, vagherà per il parco, tentando di attaccare il guardiano. Proprio come il Vicino nel gioco originale, il Guest è in grado di imparare le strategie del giocatore. Hello Guest costituisce la pre-alfa di Hello Neighbor 2, il vero e proprio seguito del gioco, rilasciato il 6 Dicembre 2022 e ambientato poco dopo gli eventi dell'atto 2 del gioco originale.
Sono stati inoltre pubblicati cinque spin-off (Secret Neighbor un gioco survival horror cooperativo, Hello Neighbor: Hide and Seek, il prequel, Hello Engineer, che si trova tuttora in fase di produzione, e il più recente Hello Neighbor: Diares, al momento esclusivo per dispositivi mobili in 11 nazioni, e Hello Neighbor VR: Search and Rescue) e diversi libri prequel sulla serie, molti dei quali sono stati scritti dall'autrice Carly Anne West, specializzata nel genere orrore.
I libri sono canonici e legati all'universo di gioco e ne spiegano elementi inediti della storia, come il passato stesso di Theodore prima degli eventi mostrati e diversi retroscena su Nicky e sulla famiglia stessa del vicino.
La casa produttrice del gioco è inoltre al lavoro su una serie animata ufficiale, pubblicata sul proprio canale YouTube, intitolata Hello Neighbor: Welcome to Raven Brooks. La serie non è canonica, ma include qualche piccola informazione dei libri e dei giochi.
Lungometraggio
La casa di produzione ha dichiarato che in futuro sarebbe bello produrre un lungometraggio su Hello Neighbor, con Nick Offerman nei panni di Theodore Peterson, sebbene non sia stato ancora ufficialmente annunciato nulla.  Il 7 novembre 2024, dopo il sesto episodio della seconda stagione di Hello Neighbor: Welcome to Raven Brooks, al minuto 11:25, è stato annunciato il film, che verrà prodotto dalla Boulderlight Pictures.

## Prequel Ufficiale
Nel 2018 Hello Neighbor ha ricevuto un prequel ufficiale, intitolato "Hello Neighbor: Hide And Seek".
Il gioco ripercorre gli eventi che hanno portato alla follia di Theodore e che hanno spinto quest'ultimo a rinchiudere il figlio nel proprio scantinato, e prende il punto di vista di Mya, la figlia dell'uomo.
Il gameplay mantiene le meccaniche stealth e lo stesso sistema di trasporto degli oggetti, pur ambientandosi principalmente all'interno di scenari di fantasia inventati da Mya e Aaron durante le proprie partite a nascondino.
Al termine di ogni partita, viene mostrato un pezzo della storia sotto forma di filmati.

## Videogiochi del franchise
| n° | Titolo Originale                     | Uscita                                                                                                  |
| -- | ------------------------------------ | --- |
| 1  | Hello Neighbor                       | 8 dicembre 2017                                                                                         |
| 2  | Hello Neighbor Hide And Seek         | 6 dicembre 2018 (Xbox One) 7 dicembre 2018 (PlayStation 4) 10 dicembre 2019 (Microsoft Windows) (macOS) |
| 3  | Secret Neighbor                      | 24 ottobre 2019                                                                                         |
| 4  | Hello Guest                          | 13 giugno 2020                                                                                          |
| 5  | Hello Engineer                       | 29 ottobre 2021 (Google Stadia) 17 agosto 2023 (Steam, PS4, Xbox One, Nintendo Switch)                  |
| 6  | Hello Neighbor 2                     | 6 dicembre 2022                                                                                         |
| 7  | Hello Neighbor VR: Search And Rescue | 25 maggio 2023                                                                                          |
| 8  | Hello Neighbor Nicky's Diaries       | 6 dicembre 2023 (Android) (IOS)                                                                         |